# Autodesk MotionBuilder
Autodesk MotionBuilder je profesionální 3D animační software. Umožňuje zachycovat, editovat a znovu přehrávat pohyb postav v interaktivním prostředí. Nejvíce je využíván v herním, zábavním a filmovém průmyslu.
Autodesk MotionBuilder staví na využití 3D engine (někdy také herní engine nebo herní motor), který pracuje v reálném čase a vytváří virtuální prostředí, ve kterém je zachycován pohyb na kostru postavy.  
Program podporuje nelineární a nedestruktivní 3D animaci. Využívá vrstvy a nahrávání přímo na disk. Lze v něm skriptovat v jazyce Python. Vyžaduje 64bitový hardware a RAM s kapacitou minimálně 8 GB (doporučováno je 16 GB).

## Princip animování postav v Autodesk MotionBuilderu
Do Autodesk MotionBuilderu se nejprve nahraje již vytvořená 3D postava uložená ve formátu .fbx. Další formáty podporované pro načtení dat jsou .c3d, .bvh, .htr, .trc, .asf a .amc. Program také podporuje přenos postav z Autodesk Maya založených na technologii HumanIK (= lidská inverzní kinematika), dvounožců z Autodesk 3ds Max a dalších programů.
Nahraná postava se umístí do scény a musí být zmapována. Jedná se o vytvoření hierarchických vztahů mezi klouby a kostmi na kostře postavy tak, aby na sebe navzájem při pohybu požadovaně reagovaly. Vzniknou tak kontrolní body, díky kterým lze vytvářet pohyb.

### Zdrojem pohybu animované postavy může v MotionBuilderu být:[6]
- Zachycení pohybu reálného člověka
- Použití stejného pohybu již existující animované postavy na novou
- Hýbání s pohyblivými kontrolními body na kostře postavy

Scénu i animaci lze po rozpohybování dále upravovat a přidávat do ní další efekty, jako například osvětlení, barvy, textury a další.

## Licence
Autodesk MotionBuilder nabízí bezplatnou zkušební verzi. Pro komerční využití je nutné zakoupit licenci formou předplatného na jeden nebo na tři roky.